# Cypripedioideae
Cypripedioideae — підродина родини зозулинцевих.

## Історія опису
Джон Ліндлі, ґрунтуючись на характері розташування пиляків та приймочки, виділив у родині зозулинцевих вісім триб: Neottieae, Arethuseae, Gastrodieae, Ophrydeae, Vandeae, Epidendreae, Malaxideae і Cypripedieae.
У 1896 році англійський ботанік Роберт Ролфе розділив трибу Cypripedioideae на 4 роди: 'сPaphiopedilum, Phragmipedium, Selenipedium і Cypripedium.
У 1960 році Л. Гараї висловив припущення, що родина зозулинцевих має поліфілетичне походження, і визнав існування в межах родини п'яти підродин: Apostasioideae, Neottioideae, Cypripedioideae, Ophrydoideae, Kserosphaeroideae, що однаково генетично віддалені від вихідної (анцестральної) групи.
Деякі сучасні автори воліють ділити родину на три більш чітко окреслені підродини (іноді їх навіть зводять у ранг родин) — Apostasioideae, Cypripedioideae (двотичинкові) і власне орхідні (однотичинкові) з підрозділом останньої підродини (родини) на дрібніші таксономічні одиниці. Прихильником такої точки зору є П. Вермеля. У межах порядку Orchidales цей автор виділяє родини Apostasioideae, Cypripedioideae і орхідні.
Новітню систему родин орхідних розробив американський вчений Роберт Дресслер. Він поділяє Орхідні на шість підродин: Apostasioideae, Cypripedioideae, Orchidoideae, Spiranthoideae, Epidendroideae і Vandoideae.
Ця система значно відрізняється від попередньої, розробленої Р. Дресслером спільно з К. Додсоном двадцятьма роками раніше, яка була заснована на виділенні в межах родин двох підродин — Cypripedioideae і Orchidoideae. Головна відмінність полягає в зведенні Apostasieae і Cypripedieae в ранг окремих підродин. Раніше ж, у системі 1960 року, що входять до підродина Cypripedioideae триби Spirantheae, Epidendreae і Vandeae належали до підродини Orchidoideae. Основною ознакою, що визначає приналежність триби до тієї чи іншої підродини в системі Р. Дресслера, як і у роботах багатьох його попередників, є будова колонки й характер розташування пиляка і рильця.

## Опис

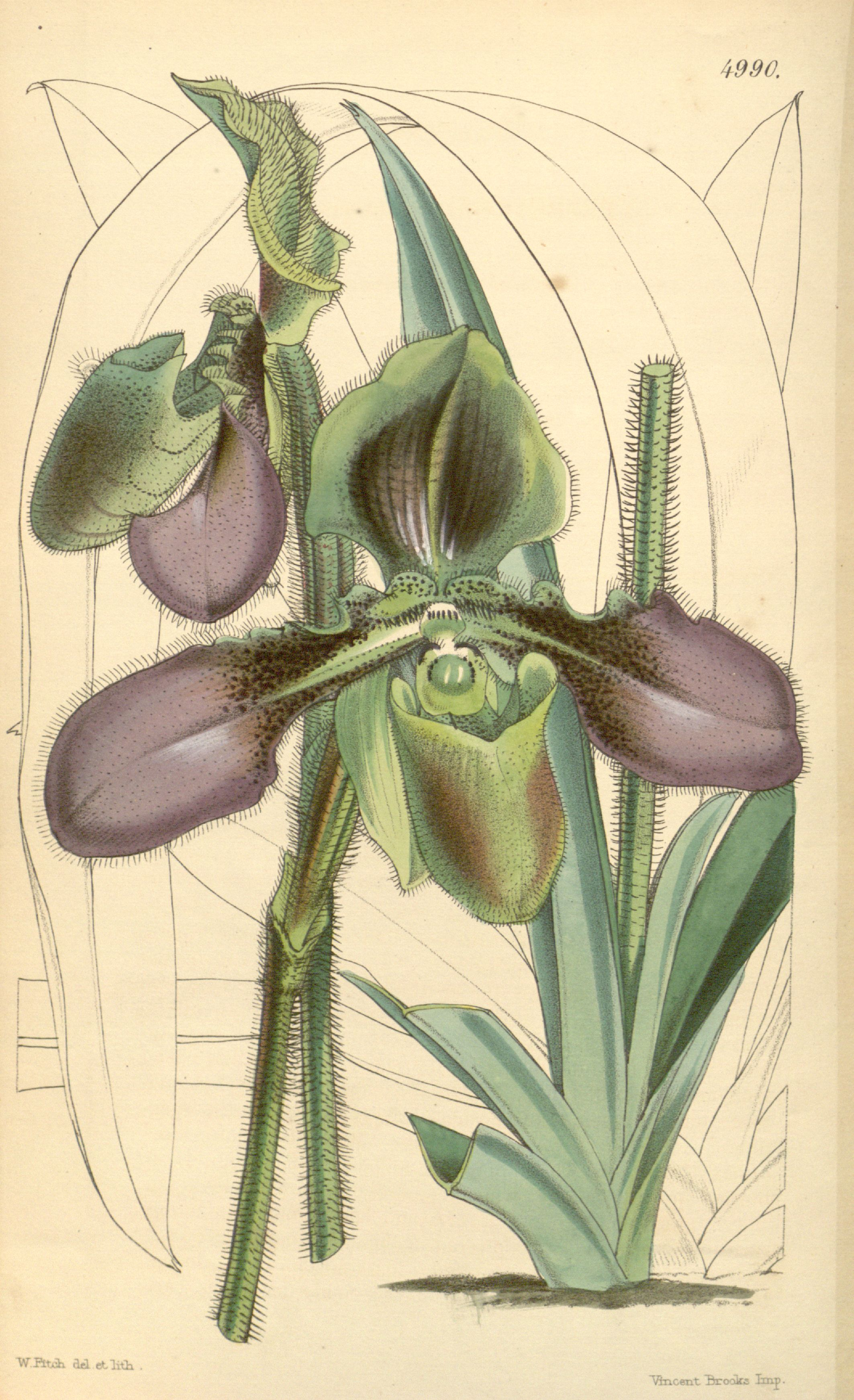
Paphiopedilum hirsutissimum. Ботанічна ілюстрація з «Curtis's botanical magazine», 1857.

Багаторічні наземні, наскельні, рідше епіфітні короткокорневищні трави з товстим, повстяним опушеним корінням, що має судини з простою перфорацією. Пагони укорочені, рідше витягнуті і розгалужені, симподіальні, зі спірально або черепицеподібно розташованим листям.
Листки конволютні, тонкі, плікатні або ременеподібні, кілюваті, шкірясті, кондуплікатні, часто мозаїчно плямисті, в основі без зчленування.
Суцвіття термінальне, з одним або декількома спірально або дворядно розташованими квітками. Квітки ресупінатні, звичайно з зчленуванням між зав'яззю й оцвітиною, різко зигоморфні, різноманітного забарвлення. Бічні листочки зовнішнього кола повністю зростаються в так званий синсепалум. Губа приймає характерну форму туфельки. З нормально функціонуючих тичинок зберігаються тільки дві бічні тичинки внутрішнього кола. Середня тичинка зовнішнього кола видозмінюється в характерний стамінодій, розташований в центрі у вигляді мініатюрного щита. Нитки тичинок майже цілком зливаються зі стовпчиком і утворюють товсту зігнуту колонку. Пиляки напівкруглі, розкриваються поздовжніми щілинами. Пилкові зерна вільні або в тетрадах зі скульптурованою поверхнею. Пилок об'єднаний липкою масою, але справжні полінії утворюються нечасто. Стовпчик товстий, приймочка велика, напівсферична. Зав'язь тригнізда або одногнізда, з аксіальною або парієтальною плацентацією.
Плід — коробочка. Насіння дрібне, веретеноподібне, рідше кулясте (Selenipedilum).
Хромосоми великі, в числі 20, 24-42.

## Поширення
Тропічні, субтропічні і помірні області усіх материків, за винятком Африки.

## Систематика
- Триба Cypripedieae
  - Підтриба Cypripediinae
    - Рід Cypripedium

  - Підтриба Paphiopedilinae
    - Рід Paphiopedilum
- Триба Mexipedieae
  - Підтриба Mexipediinae
    - Рід Mexipedium, з єдиним видом Mexipedium xerophyticum
- Триба Phragmipedieae
  - Підтриба Phragmipediinae
    - Рід Phragmipedium
- Триба Selenipedieae
  - Підтриба Selenipediinae
    - Рід Selenipedium

## Галерея

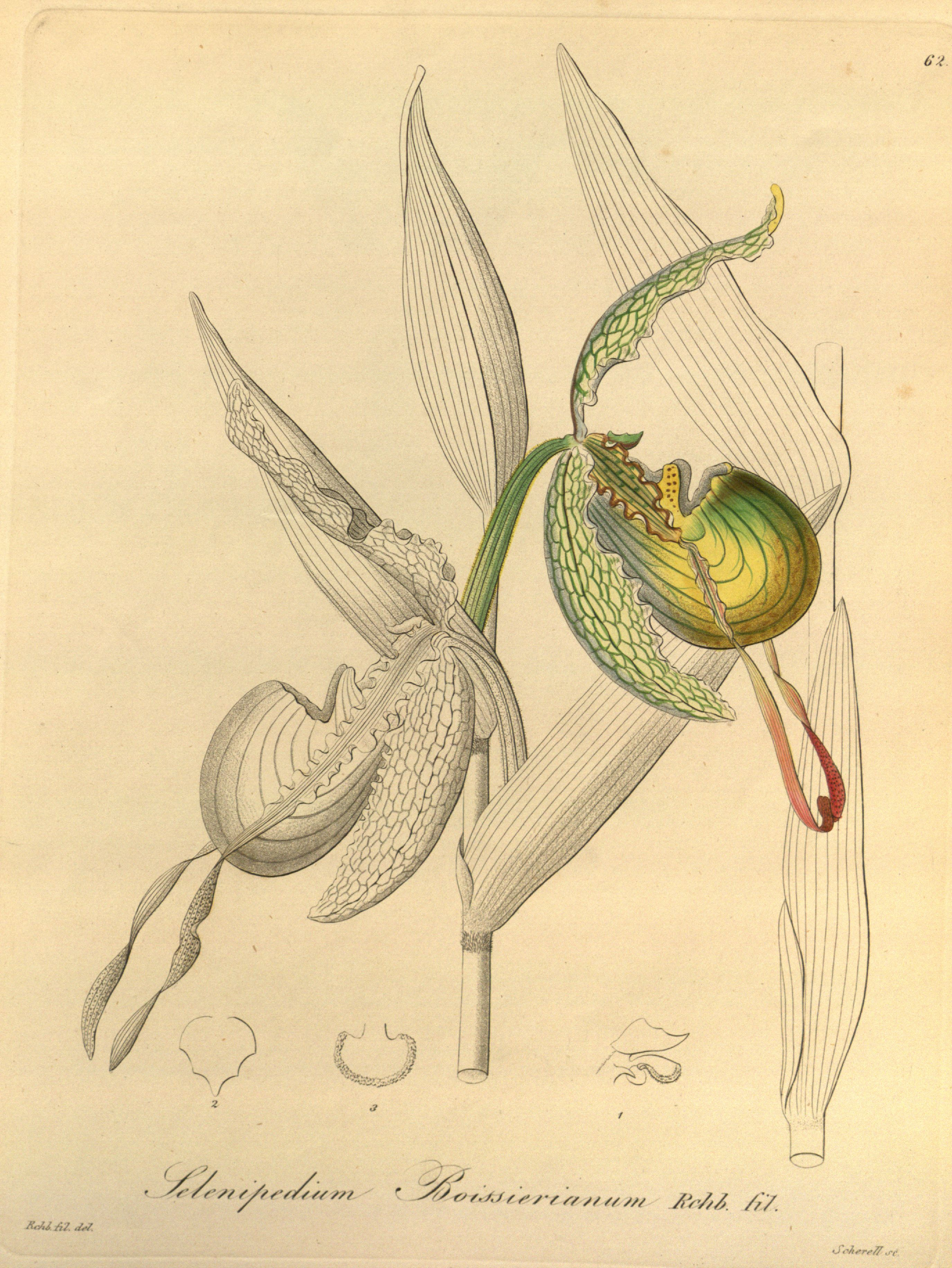
Phragmipedium boissierianum. «Xenia Orchidacea», vol. 1, tab. 62, 1858.
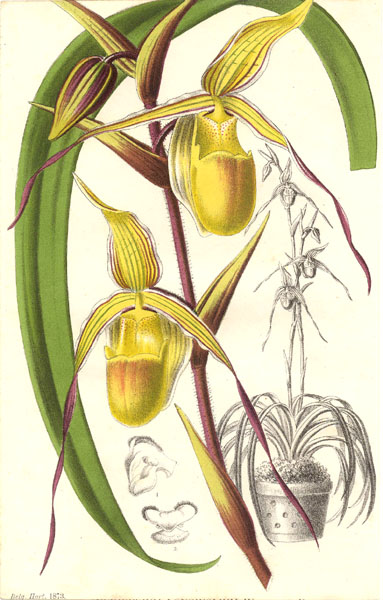
Фрагмипедіум довголистий (лат. Phragmipedium longifolium). La Belgique horticole, journal des jardins et des, 1873.
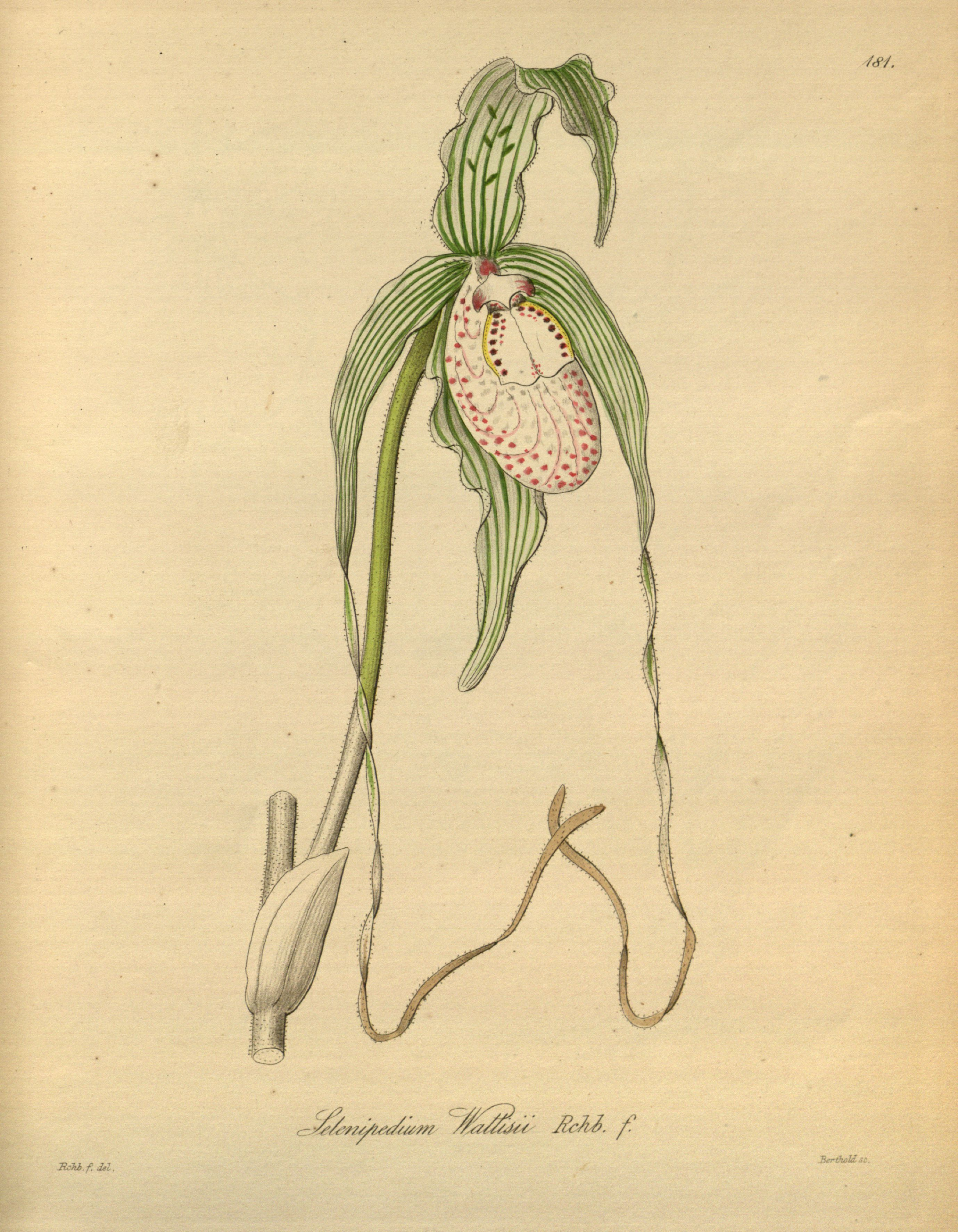
Фрагмипедіум Варшевича. «Xenia Orchidacea», vol. 2, tab. 181. 1874.
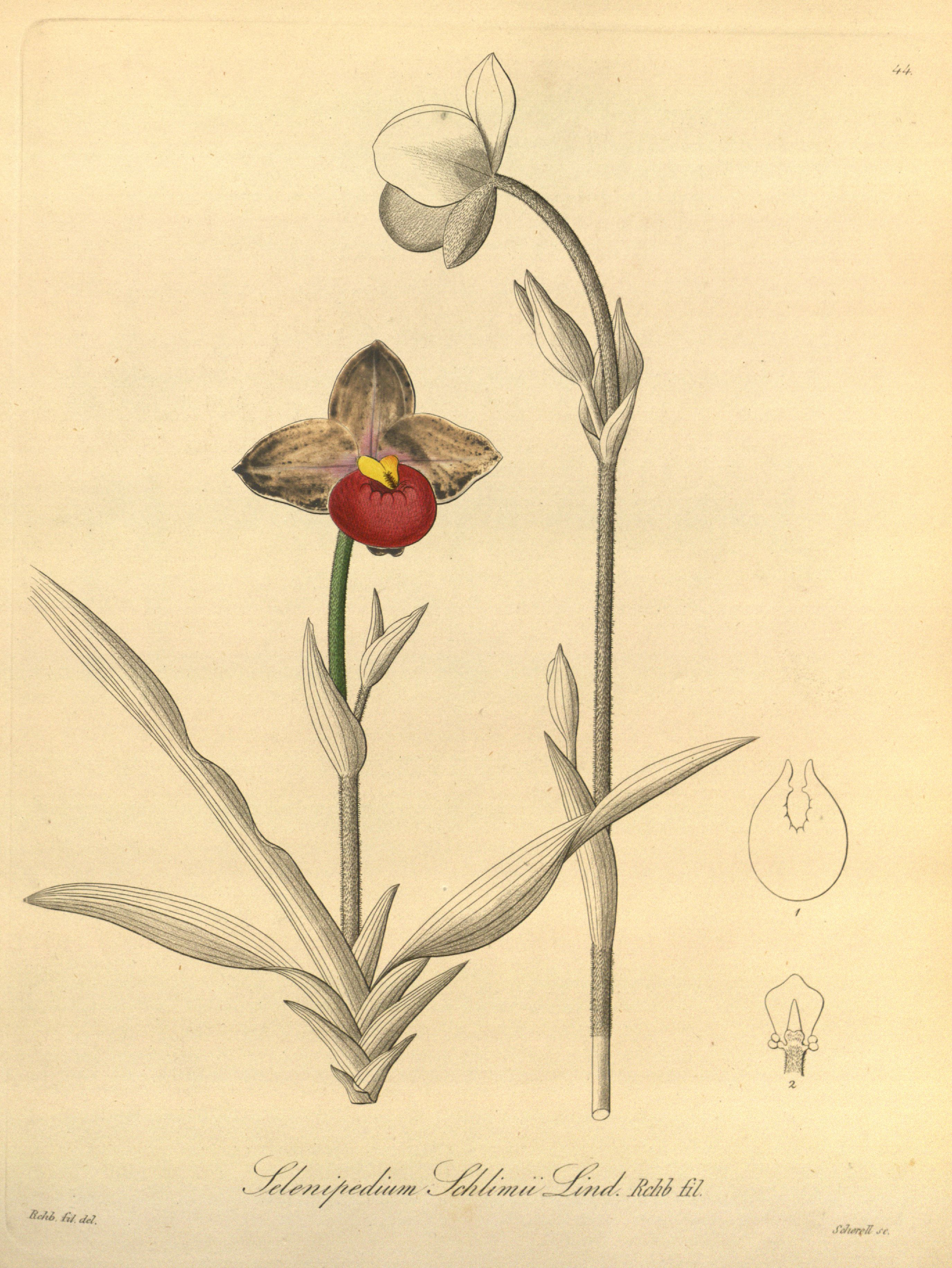
Phragmipedium schlimii. «Xenia Orchidacea», vol. 1, tab. 44, 1858.
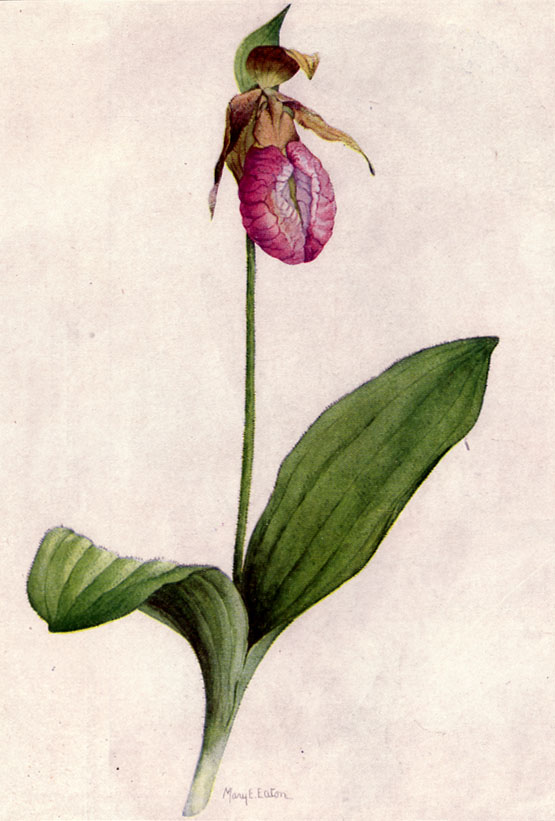
Cypripedium acaule. National Geographic Magazine, XXXI, 1917.
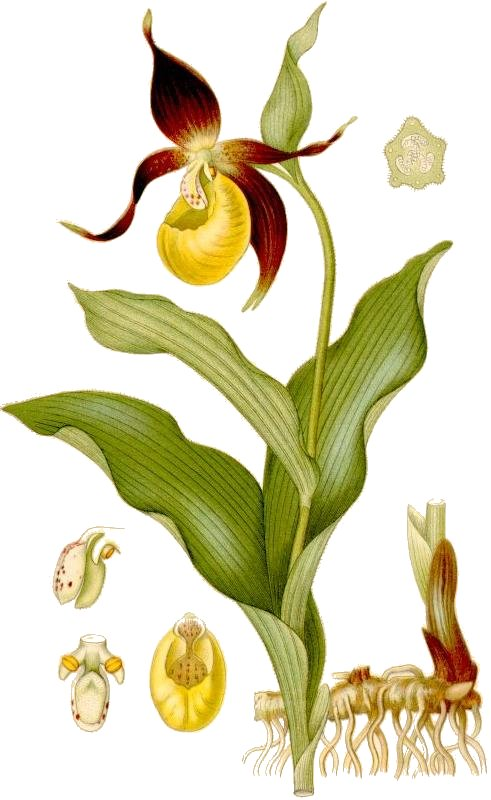
Зозулині черевички. Bilder ur Nordens Flora, 1928.
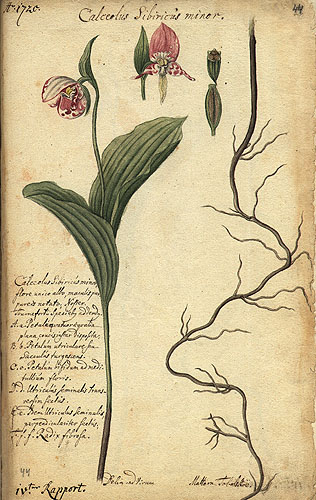
Cypripedium guttatum. Архив Российской Академии наук в Петербурге, неизвестный художник, 1720.
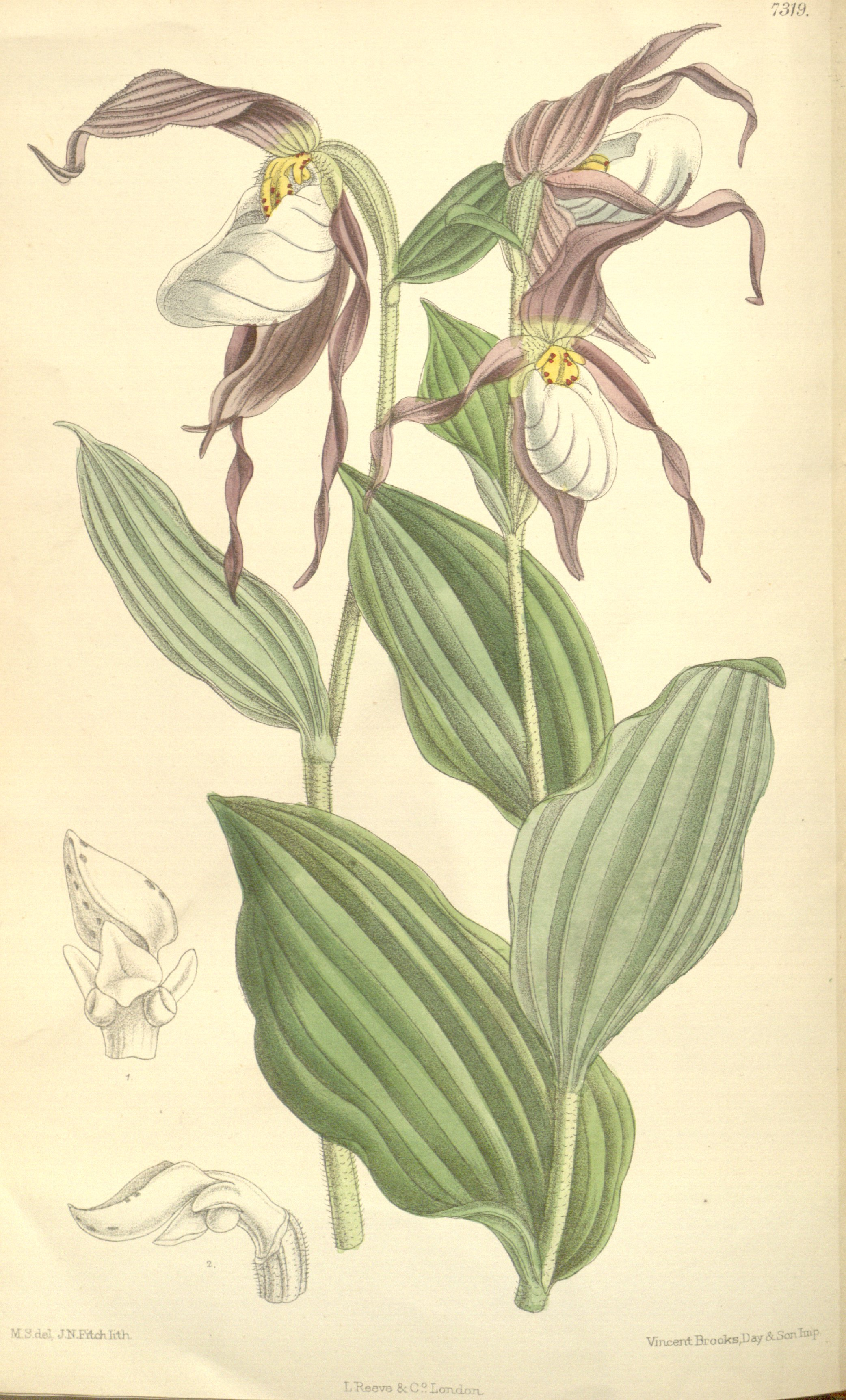
Cypripedium montanum. Curtis's botanical magazine, vol. 119, ser. 3, nr. 49, tab. 7319, 1893.
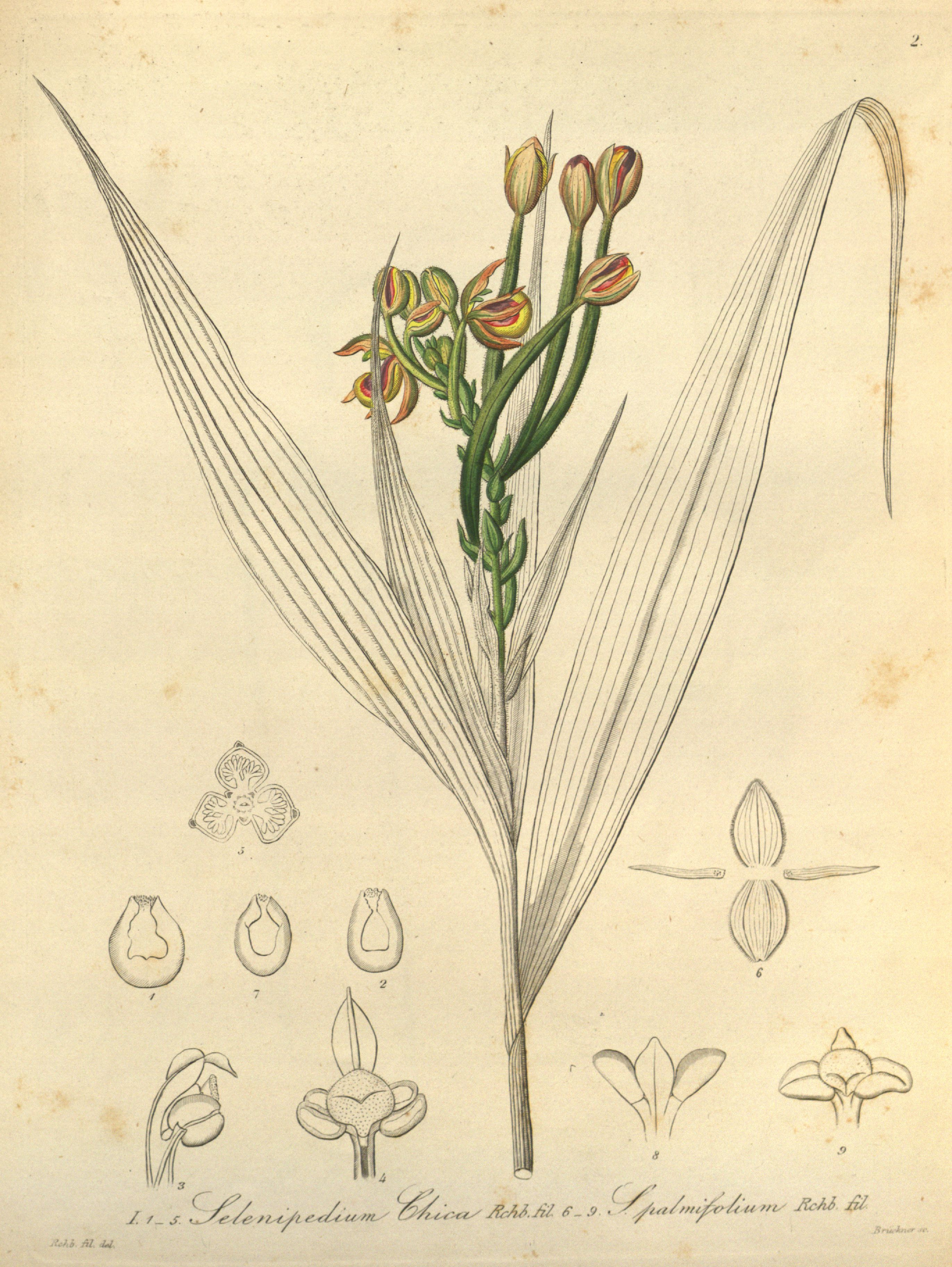
Selenipedium palmifolium. «Xenia Orchidacea», vol. 1, tab. 2, 1858.
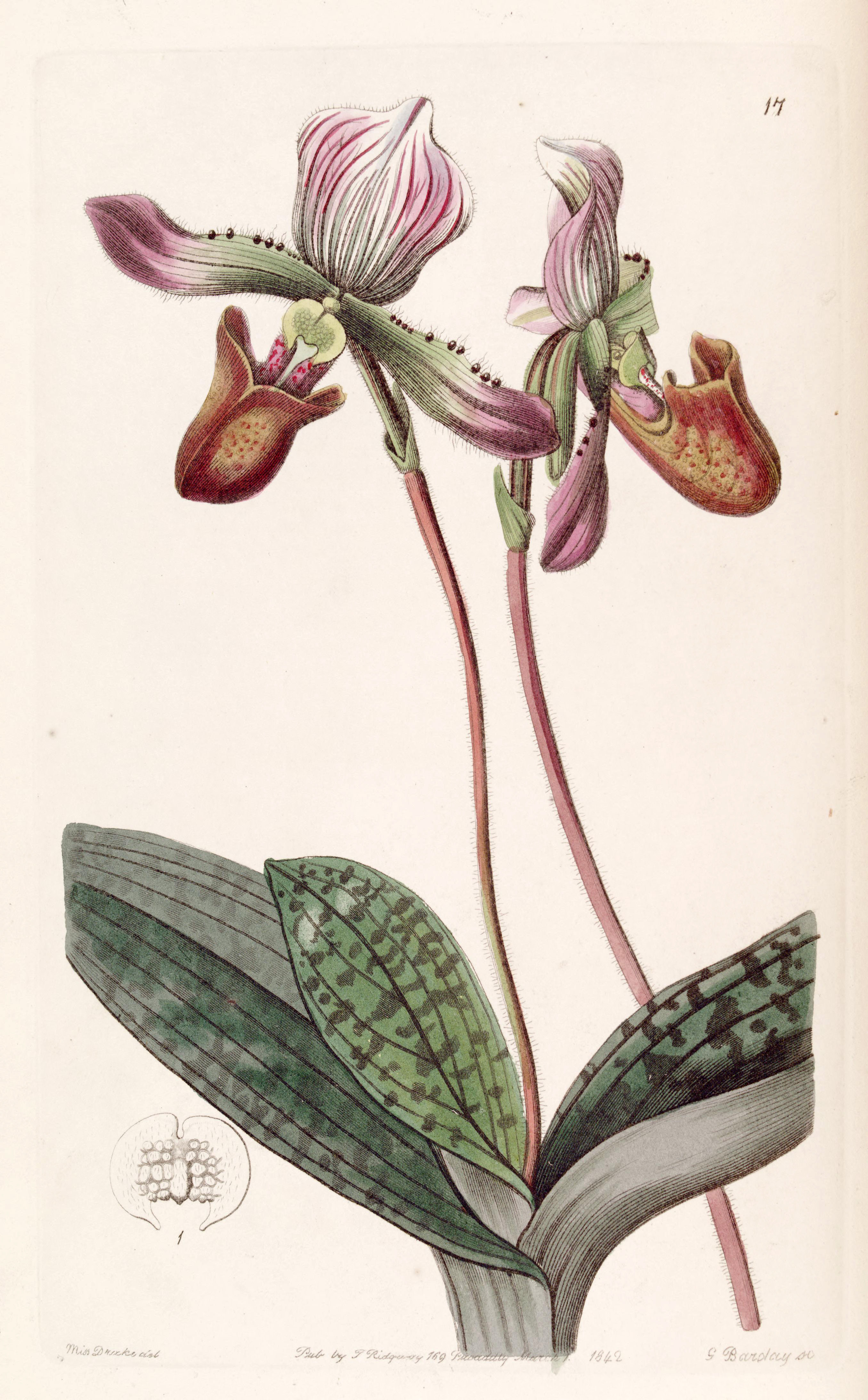
Paphiopedilum barbatum. Edwards's Botanical Register, volume 28 (N.S. 5), plate 17, 1842.
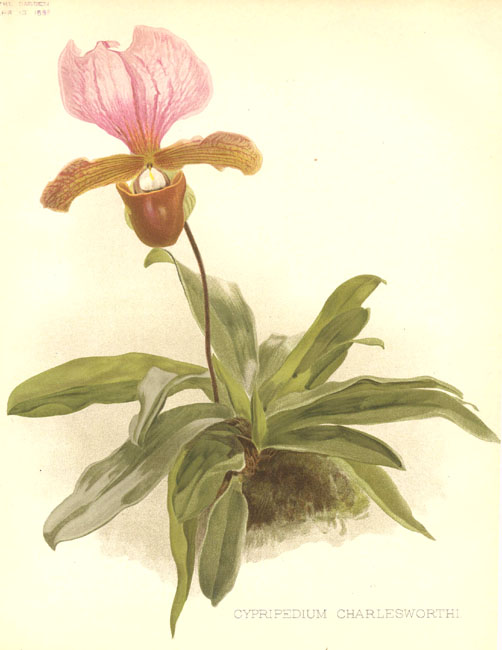
Paphiopedilum charlesworthii. The Garden. An illustrated weekly journal of horticulture in all its branches. 1895.
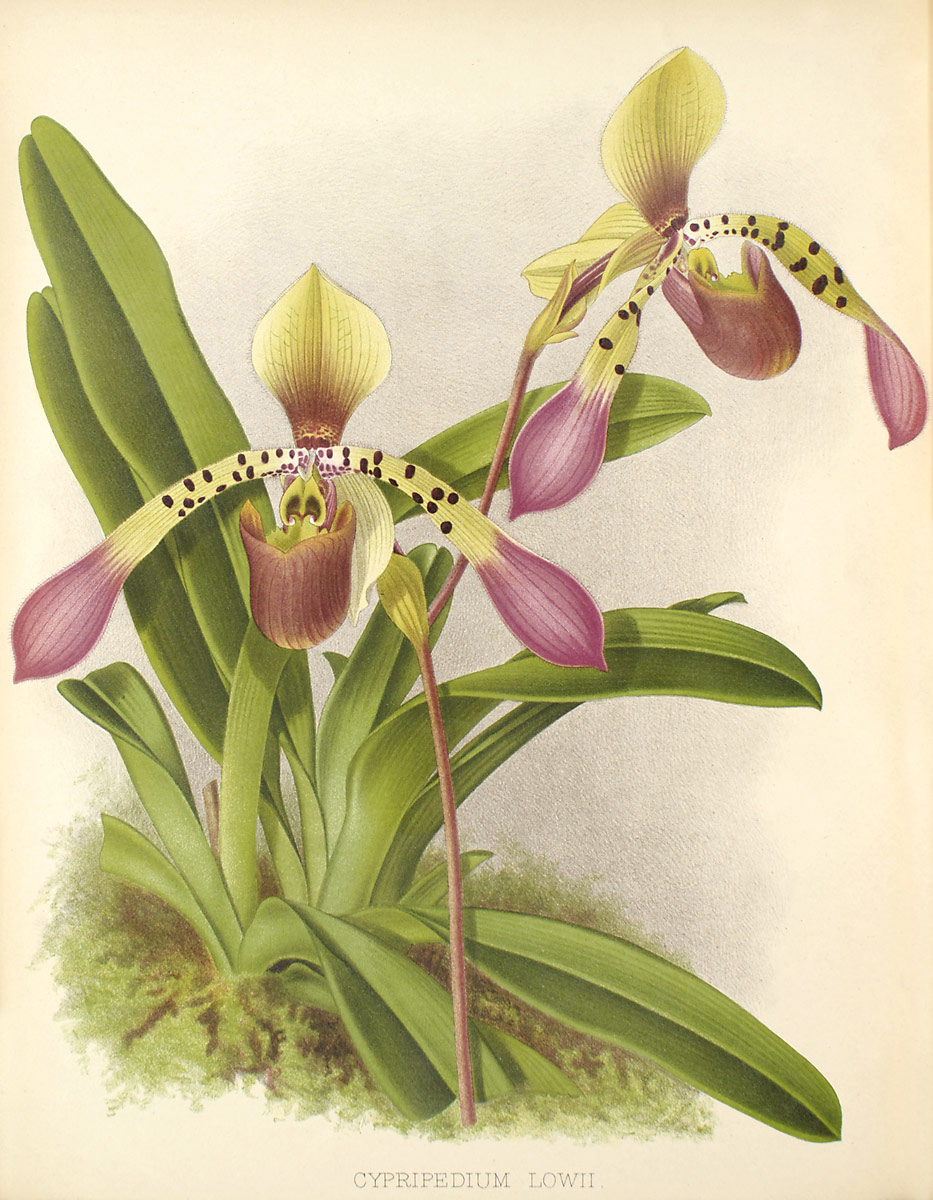
Пафіопеділум Лоу. The Orchid Album., 1891.